# Zig-zag in-line package
Zig-zag in-line package o "ZIP" es una forma de encapsulado para circuitos integrados, que se caracteriza por disponer de una serie de pines que se alternan para formar 2 filas separadas en zigzag, con unas medidas aproximadas de 3 mm x 30 mm x 10 mm.

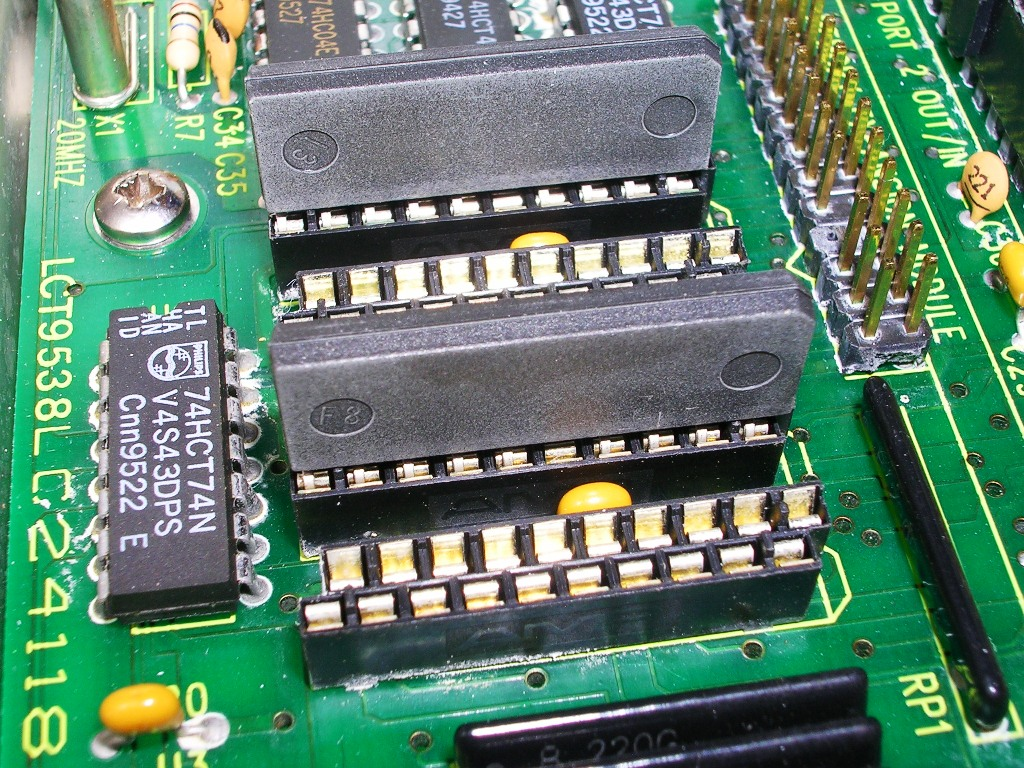
Chips tipo ZIP en sus zócalos
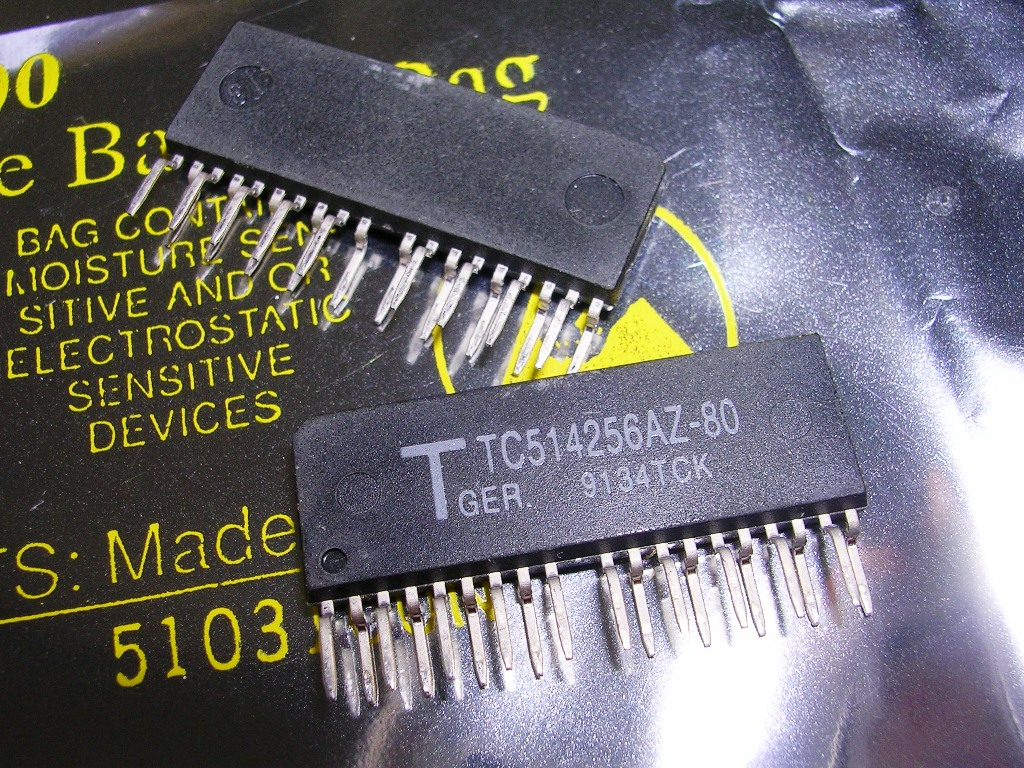
Chips ZIP
Encapsulado ZIP

Son comúnmente vistos para aplicaciones de potencia, en los que el circuito integrado puede alcanzar elevadas temperaturas. Presentan una o varias perforaciones practicadas sobre el cuerpo de la pastilla del encapsulado, para permitir su acoplamiento con tornillos a disipadores verticales, o sobre la cara interior de las carcasas.
Ejemplos de IC's en ZIP son controladores y convertidores de señal en televisores de tubo, controladores de motores paso a paso, amplificadores de audio, etcétera. Particularmente para chips de memorias RAM dinámicas en ordenadores, no resultó ser popular; se esperaba que reemplazase a los Dual in-line package (DIP), pero fueron reemplazados muy rápidamente por los TSOP de las memorias SIMM y DIMM.
- Datos: Q3776137
- Multimedia: Zig-zag in-line package / Q3776137